# Frans Moeyersoon
Frans Moeyersoon (Herdersem, 7 januari 1925 – Lebbeke, 16 augustus 2013) was een Belgische CVP-politicus.
Hij werd de eerste maal verkozen in de gemeenteraad bij de verkiezingen van oktober 1970. Bij de installatie van de gemeenteraad in 1971 werd hij onmiddellijk schepen van Lebbeke. In 1977 – bij de fusie met Denderbelle en Wieze – werd hij eerste schepen. Vervolgens was hij bijna twee bestuursperiodes burgemeester van Lebbeke (1983-1993).
Beroepshalve was Moeyersoon ambtenaar bij het ministerie van Financiën. Hij behoorde bij de ACW-strekking binnen de CVP.